# Sindaci di Stilo

## Cronotassi dei sindaci
Per tutto il XVII ed il XVIII secolo le elezioni per il sindaco si svolgevano annualmente.

### Regno di Napoli

#### XVII secolo
- 1601, Bono Antonio[2]
- 1602, Presterà Giulio[2]
- 1603, Carnovale Giovanni Paolo[2]
- 1604-1605, ?
- 1606, Bono Antonio[2]
- 1607, ?
- 1608, De Francesco Geronimo[2]
- 1609, Carnovale Fabio[2]
- 1610, ?
- 1611,Marulla Tiberio[2]
- 1612, Carnovale Prospero[2]
- 1613, Presinace Orazio[2]
- 1614, Politi Ottavio[2]
- 1615, Carnovale Fabio[2]
- 1616 - 1627, ?
- 1628, Presterà Francesco[2]
- 1629, ?
- 1630, Carnovale Luca Francesco[2]
- 1631-1632, ?
- 1633, Vigliarolo Giovan Battista[2]
- 1634-1635, ?
- 1636, Contestabile Giovan Battista[2]
- 1637-1642, ?
- 1643, Morgione Francesco[2]
- 1644, De Rinaldis Cola Giovanni[2]
- 1645, Vono Domenico[2]
- 1646, ?
- 1647, Vigliarolo Giovan Battista[2]
- 1648, Vono Federico[2]
- 1649, Calderone Giacinto[2]
- 1650, Contestabile Giovan Battista[2]
- 1651, Schipano Vincenzo[2]
- 1652, Calderone Giacinto[2]
- 1653, Carbone Murano[2]
- 1654, Vono Federico[2]
- 1655, Crea Francesco[2]
- 1656, Sabinis Paolo[2]
- 1657-1660, ?
- 1661, Contestabile GIovan Battista[2]
- 1662-1663, ?
- 1664, Vigliarolo Paolo Antonio[2]
- 1665, ?
- 1666, Crea Francesco[2]
- 1667, Terotti Paolo[2]
- 1668, Terotti Paolo[2]
- 1669, Carbone Murano[2]
- 1670, Vono Aurelio[2]
- 1671, Santagata Pietro[2]
- 1672, ?
- 1673, Calderone Domenico[2]
- 1674, Carbone Moreno[2]
- 1675, Contestabile Nicola[2]
- 1676, ?
- 1677, Vono Aurelio[2]
- 1678, Crea Geronimo[2]
- 1679, ?
- 1680, Calderone Domenico[2]
- 1681, Carnovale Francesco[2]
- 1682, Contestabile Felice[2]
- 1683, Vobo Aurelio
- 1684, Vono Aurelio
- 1685, ?
- 1686, Contestabile Tommaso[2]
- 1687, Schipano Geronimo[2]
- 1688-1689, ?
- 1690, Lamberti Francesco[2]
- 1691, Lamberti Francesco[2]
- 1692-1695, ?
- 1696, Lamberti Francesco[2]
- 1697-1699, ?

#### XVIII secolo
- 1701, Bono Martiniano[2]
- 1702, Ponz De Leon Alonso[2]
- 1703, ?
- 1704, Ponz De Leon Alonso[2]
- 1705-1706, ?
- 1707, Vigliarolo Paolo Antonino[2]
- 1708-1715, ?
- 1716, Vigliarolo Giuseppe[2]
- 1717, Schipano Vincenzo[2]
- 1718, Toralto Paolo[2]
- 1719-1720, ?
- 1721, Capialbi Domenico[2]
- 1722, ?
- 1723, Lamberti Nicola[2]
- 1724, Ponz De Leon Alonso[2]
- 1725, ?
- 1726, Castagna Francesco Antonio[2]
- 1727, Marzano Domenico Antonio[2]
- 1728, ?
- 1729, Lamberti Ludovico[2]
- 1730-1733, ?
- 1734, Bono Odone Francesco[2]
- 1735, Bono Bruno (don)[2]
- 1736, ?
- 1737, Lamberti Ludovico[2]
- 1738, Vigliarolo Domenico[2]
- 1739, Giannotti Francesco Antonio[2]
- 1740, ?
- 1741, Bono Bruno[2]
- 1742, Bono Bruno[2]
- 1743, Lamberti Luigi
- 1744, Lamberti Ludovico fino al 6 agosto 1744 poi Bono Vito
- 1745, Giannotti Francesco Antonio[2]
- 1746, ?
- 1747, Lamberti Ludovico[2]
- 1748, Lamberti Ludovico[2]
- 1749, Lamberti Nicola[2]
- 1750, ?
- 1751, Bono Bruno[2]
- 1752, Bono Vito[2] o Ganniotti Francesco Antonino[2]
- 1753, Bono Vito[2]
- 1754, Castagna Raimondo[2]
- 1755, ?
- 1756, Bono Odonore Francesco[2]
- 1757, Crea Antonio[2]
- 1758, Marzano Giuseppe[2]
- 1759, Capialbi Ettore[2]
- 1760, Lamberti Nicola[2]
- 1761, Marzano Domenico Antonio[2]
- 1762, Bono Francesco Odone[2]
- 1763, Bono Marcello[2]
- 1764, Marino Stefano[2]
- 1765, ?
- 1766, Crea Giovanni[2]
- 1767, Marzano Domenico[2]
- 1768, Contestabile Pieetrantonio[2]
- 1769, lamberti Giorgio[2]
- 1770-1781, ?
- 1782, Niceforo Michele[2]
- 1783, ?
- 1784, Castagna Gennaro[2]
- 1785, Marzano Ettore[2]
- 1786-1789, ?
- 1790, Marzano Scipione[2]
- 1791, Lamberti Nicola[2]
- 1792-1797, ?
- 1798, Marzano Scipione[2]
- 1799, Marino Mariato[2]

#### XIX secolo
- 1800, Attaffi Francesco[2]
- 1801,
- 1802,
- 1803,
- 1804, Marino Mariano[2]
- 1805, ?
- 1806, Contestabile Girolamo[2]
- 1807, Contestabile Girolamo[2]
- 1808, Contestabile Girolamo[2]

#### Periodo napoleonico
- 1809, Catanzaro Gaetano[2]

### Repubblica italiana
| Periodo        | Periodo        | Primo cittadino                                    | Partito                                 | Carica                    | Note  |
| -------------- | -------------- | -------------------------------------------------- | --------------------------------------- | ------------------------- | ----- |
| 12 giugno 1994 | 27 aprile 1997 | Mario Candido                                      | lista civica Indipendente               | sindaco                   |       |
| 27 aprile 1997 | 13 maggio 2001 | Giorgio Scarfone                                   | lista civica di centro-sinistra         | sindaco                   |       |
| 13 maggio 2001 | 29 maggio 2006 | Giorgio Scarfone                                   | lista civica                            | sindaco                   |       |
| 29 maggio 2006 | 16 maggio 2011 | Gianfranco Miriello                                | lista civica "Impegno Civico"           | sindaco                   |       |
| 16 maggio 2011 | 5 giugno 2016  | Gianfranco Miriello                                | lista civica "Liberi per Stilo"         | sindaco                   |       |
| 5 giugno 2016  | 9 maggio 2019  | Gianfranco Miriello                                | lista civica "Insieme per Stilo"        | sindaco                   |       |
| 9 maggio 2019  | 4 ottobre 2021 | Maurizio Ianieri Roberto Micucci Rosanna Pennestrì |                                         | commissario straordinario | [ 3 ] |
| 4 ottobre 2021 | in carica      | Giorgio Antonio Tropeano                           | lista civica "Nuovo Capitolo per Stilo" | sindaco                   |       |